# 活动变人形
《活动变人形》，王蒙的代表性长篇小说。
王蒙的代表性作品有：《青春万岁》、《组织部新来的年轻人》、《布礼》、《春之声》、《坚硬的稀粥》。

## 写作和出版
《活动变人形》是王蒙在1985年发表的长篇小说。

## 内容
1980年，语言学家、副教授“倪藻”去欧洲一个城市访问，住在欧洲那城市的汉学家“史福岗”（倪藻父亲倪吾诚好友）的家里，他看到一幅清朝书法家郑板桥的字“难得糊涂”，他想起了父亲。
倪吾诚是一个遗腹子，出生在河北省孟官屯的一个地主家，10岁时，他指责“缠足”是愚昧和野蛮，指责地主吃租是寄生虫，母亲认为他是中了邪（北方称神打，南方称降头，是一种巫术）。
母亲那边亲戚，一个哥哥对他母亲说：“烟枪和媳妇，准能拢住他”，15岁的倪吾诚抽大烟，还跟那哥哥学会了手淫（自慰），16岁时，被鸦片夺取精气神的他病倒了，后来成了罗圈腿。
17岁，倪吾诚去洋学堂读书，同时娶了母亲安排的妻子“静宜”，母亲去世后，他坚决没有要家里的财产，而是去欧洲留学。
19岁，倪吾诚从欧洲留学归来，在北平当了讲师，静宜也接到了北平，这时候，他才发现自己的妻子是“愚昧、麻木、白痴”。
静宜生了第二个儿子“倪藻”之后，带着自己的母亲、姐姐“静珍”一起到北平，咒骂倪吾诚是“老孙”。
三个女人闹家里，倪吾诚自杀，但是没有成功。
倪吾诚给妻子道歉，给孩子买了《世界名人小传》，告诫孩子：“一个人该聪明的地方要聪明，该糊涂的时候就要糊涂”。
倪吾诚和欧洲汉学家“史福岗”谈起中华文明的时候说，“中华民国正在四分五裂，中国共产党在胡闹，每个家里藏污纳垢，这个国家几千年来没有幸福，没有爱情”。
静宜又怀上了第三胎，他决心和静宜离婚，被静宜设计阻止了，没办法，他在门前的老槐树上上吊“自杀”了。
1943年5月，倪吾诚复活，到一个临海城市当了校长，当了大日本帝国民众大会代表，家里没有这个迂腐的留学生教师之后，反而更加奋进了。
1946年，倪吾诚去了中国共产党占领的解放区。
1949年，倪吾诚跟着毛泽东、周恩来、朱德等以胜利者的身份回到北京。
1950年，倪吾诚在儿子倪藻的帮助下和母亲离婚。
倪吾诚再婚后，不久又离婚了，他向儿子抱怨“婚姻和家庭妨碍了我的潜力的发挥”。
倪吾诚晚年视力模糊将近10年，后来右腿摔断，最后脑子软化，他死的时候，送葬的人都很少，一生混得很差。

## 主题和风格
王蒙以“倪吾诚”这个主人公塑造了中华民国以来的一群知识分子，如以周作人为代表的“汉奸文人”（曾投靠大日本帝国）、左翼文人（如鲁迅、丁玲、郭沫若）、如堂吉诃德、如书呆子、如理想主义者等，讲述中国知识分子追求爱情、追求理想，但是“目的热、方法盲”，追求爱情，结果爱情、家庭不和睦，追求理想，结果理想变成“空想”，一生一事无成，死后送葬的人都没几个。